# Sorbaria pallasii
Sorbaria pallasii är en rosväxtart som först beskrevs av George Don jr, och fick sitt nu gällande namn av Antonina Ivanovna Pojarkova. Sorbaria pallasii ingår i släktet rönnspireor, och familjen rosväxter.

## Underarter
Arten delas in i följande underarter:
- S. p. pallasii
- S. p. rhoifolia